# Огаревицька сільська рада
Огаре́вицька сільська́ ра́да (біл. Агарэ́віцкі сельсавет) — адміністративно-територіальна одиниця у складі Ганцевицького району Берестейської області Білорусі. Адміністративний центр — агромістечко (до 2008 року село) Огаревичі.
Створена 12 жовтня 1940 року в Ганцевицькому районі Пінської області. З 08.01.1954 — у Берестейській області. 16 липня 1954 року до сільради приєднано території скасованих Круговицької та Кукавської сільських рад. З 25 грудня 1962 року по 30 липня 1966 року в Ляховицькому районі.

## Населення
За переписом населення Білорусі 2009 року чисельність населення сільської ради становить 3061 осіб, з них 2933 (95,8 %) білоруси, 50 росіян, 44 поляки, 17 українців. 

## Склад
У складі сільської ради села: Великі Круговичі, Дубняки, Колонія, Красиничі, Куково,Малі Круговичі, Нові Огаревичі, Огаревичі, Переділ, Шашки.